# Фир Болг
Фир Болг — в ирландской мифологии третье из мифических племён, правивших Ирландией. В легендарной ирландской истории эта раса не играет существенной роли.
Фир Болг являются потомками сына Немеда — Старна, который после изгнания увёл свой народ в Грецию. Негостеприимные греки заставили беженцев выполнять тяжёлые работы: ирландцы таскали землю с плодородных полей на скалы, чтобы греки могли разбить там свои сады. Землю рабочие таскали в мешках (по-ирландски «болг»), откуда, видимо, и происходит имя этого племени: Фир Болг — дословно «люди мешков». Устав от невольничьей жизни, люди Старна сделали себе лодки из своих мешков и отплыли в Ирландию, куда прибыли 1 августа, в день Лугнаса. Вместе с ними прибыли т. н. Фир Домнан и Галейон, но все три народа считали себя одной расой, поэтому носят общее название Фир Болг.
С приходом Фир Болг закончилась «аграрная» эра Ирландии: новые поселенцы не создавали новых равнин и озёр, как это делали два предыдущих племени ирландцев. Но именно эта раса начала политическое оформление страны и положила начало традиции священной королевской власти. Самым заметным из правителей Фир Болг в легендарной истории был Эохайд Мак Эрк, взявший в жены Тайльтиу, дочь короля Страны Мёртвых. Об Эохайде говорили, что «в его время не шёл дождь, только выпадала роса; не было ни одного неурожайного года». Кроме того, легендарная история страны утверждает, что именно этот король заложил основы правосудия в Ирландии. Именно «золотой век» Эохайда, видимо, и стал временем рождения убеждённости, что не только расцвет государства, но и урожайность земли зависят от хорошего короля.
В середине XX века имела хождение теория, что в мифе о Фир Болг отразилась история о реальных вторжениях в Ирландию различных племён: в Галейон сторонники этой теории видели галлов, в Фир Домнан — думнонов, а в Фир Болг — белгов.
Эра Фир Болг закончилась после того, как в Ирландию пришли Туата Де Дананн, то есть племена богини Дану. Коренные жители не приняли предложение новых переселенцев о разделе земель пополам, началась война. В ходе битвы при Маг-Туиред («равнина башен») Фир Болг потерпели поражение, и власть над Ирландией перешла новому племени.  Изгнанные Фир Болг, по преданию, отправились на Аранские острова, согласно же другим преданиям боги Туата Де Дананн оставили им во владение провинцию Коннахт.